# Paul Bredow
Paul Bredow (ur. 31 października 1903 w Koźlinach, zm. w grudniu 1945 w Getyndze) – niemiecki pielęgniarz, SS-Oberscharführer, uczestnik akcji T4, członek personelu obozów zagłady w Sobiborze i Treblince.

## Życiorys
Urodził się we wsi Güttland na Pomorzu Gdańskim (ob. Koźliny). Z zawodu był pielęgniarzem. W okresie III Rzeszy uczestniczył w programie eksterminacji osób chorych psychicznie i niepełnosprawnych umysłowo, prowadzonym pod kryptonimem akcja T4. Był zatrudniony w „ośrodkach eutanazji” w Grafeneck i Hartheim.
Podobnie jak wielu innych uczestników akcji T4 otrzymał przydział do personelu akcji „Reinhardt”. W kwietniu 1942 roku rozpoczął służbę w nowo utworzonym obozie zagłady w Sobiborze. Był tam odpowiedzialny za rzekomy „lazaret”, czyli dowodził specjalnym komandem, które rozstrzeliwało Żydów niebędących w stanie o własnych siłach dojść do komór gazowych. Mosze Bahir, jeden z ocalałych więźniów Sobiboru, wspominał, że Bredow wykazywał się wyjątkowym okrucieństwem, a mordowanie Żydów, które nazywał „strzelaniem do celu”, było jego ulubioną „rozrywką”. Miał nawet wyznaczyć sobie dzienny „przydział” 50 ofiar do zabicia. Obok służby w „lazarecie” sprawował nadzór nad niemiecką kuchnią i obozowym kasynem oficerskim.
Wiosną 1943 roku został przeniesiony do obozu zagłady Treblince. Nadzorował tam barak sortowniczy „A”, w którym więźniowie sortowali odzież pozostałą po zagazowanych Żydach. Po likwidacji Treblinki jesienią 1943 roku został podobnie jak większość weteranów akcji „Reinhardt” przeniesiony na wybrzeże Adriatyku. Pełnił służbę w okolicach Triestu. Jako członek SS dosłużył się stopnia  Oberscharführera.
Po zakończeniu wojny powrócił do Niemiec. Wraz z innym członkiem załogi Sobiboru, Karlem Frenzelem, przez pewien czas pracował jako stolarz w Gießen. W grudniu 1945 roku zginął w wypadku samochodowym w Getyndze.